# جيل تروي
جيل تروي (بالإنجليزية: Gil Troy)‏ هو مؤرخ أمريكي، ولد في 1960.